# Charles Montagu, 1. vévoda z Manchesteru
Charles Montagu, 1. vévoda z Manchesteru (Charles Montagu, 1st Duke of Manchester, 4th Earl of Manchester, 4th Viscount Mandeville) (1660 – 20. ledna 1722) byl britský dvořan, diplomat a politik ze šlechtického rodu Montagu. Již od dětství zastával funkce u dvora, později podpořil Slavnou revoluci a kromě účasti ve válkách se uplatnil jako diplomat. Byl vyslancem v Itálii, Francii a Rakousku, v roce 1719 získal titul vévody z Manchesteru, který v jeho potomstvu patří rodině dodnes.

## Životopis

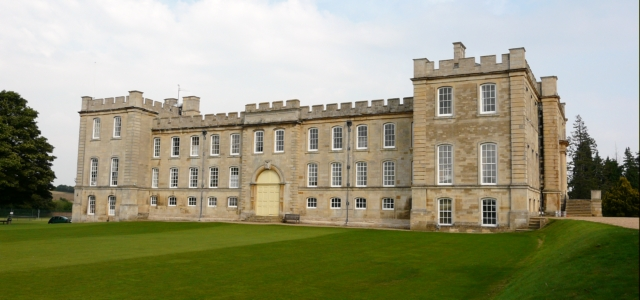
Kimbolton Castle, hlavní sídlo vévodů z Manchesteru

Narodil se jako nejstarší syn Roberta Montagu, 3. hraběte z Manchesteru, 1634-1682), a jeho manželky Anne Yelverton (1636-1698). Měl dva bratry, kteří zemřeli v mládí. Vzhledem k vlivnému postavení rodiny byl již v dětském věku jmenován velitelem královské tělesné stráže (Captain of the Yeomen of the Guard) (1670-1702), poté studoval v Cambridge, po otci zdědil v roce 1682 titul hraběte z Manchesteru s členstvím ve Sněmovně lordů. Za vlády Karla II. a Jakuba II. se ale příliš veřejně neangažoval, naopak v roce 1688 se přidal ke Slavné revoluci a podpořil nástup Viléma Oranžského. V Irsku se zúčastnil bojů o nástupnictví a byl zraněn. V roce 1689 získal post místodržitele v hrabství Huntingdon.
V letech 1697-1698 byl vyslancem v Benátkách, po návratu se stal členem Tajné rady (1698) a v letech 1699-1701 byl vyslancem v Paříži, odkud odešel po začátku války o španělské dědictví. V roce 1702 byl krátce státním sekretářem vnitra, během války o španělské dědictví vykonal několik dalších diplomatických misí, mimo jiné pobýval ve Vídni a v letech 1706-1708 znovu v Benátkách. Po nástupu Jiřího I. byl jmenován královským komořím a v roce 1719 získal titul vévody z Manchesteru.
Jeho manželkou byla Doddington Greville (1671-1720), dcera 4. barona Brooke. Titul vévody z Manchesteru zdědili postupně dva synové William (1700-1739) a Robert (1710-1762). Starší dcera Doddington (1694-1774) zůstala neprovdaná a zemřela tragicky při požáru svého domu v Londýně. Mladší dcera Charlotte (1705-1759) se v roce 1724 provdala za 2. vikomta Torringtona, který byl synem admirála George Bynga a zastával hodnosti u dvora a ve vládě.